# Tess Haubrich

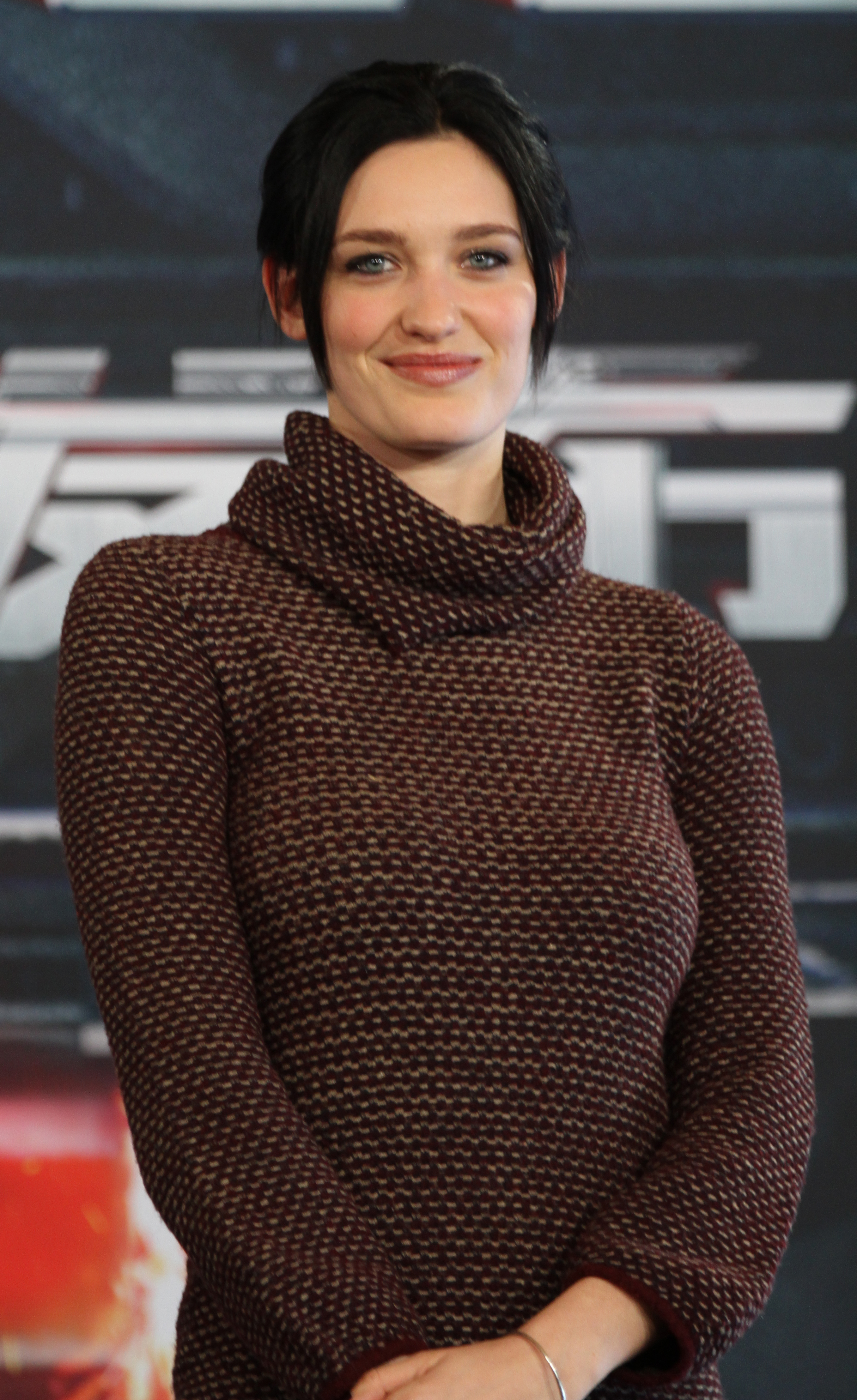
Tess Haubrich (2016)

Tess Haubrich (* 1. April 1990 in Sydney, New South Wales) ist eine australische Schauspielerin und Model.

## Leben und Karriere
Tess Haubrich wurde als Tochter eines Druckereiinhabers und einer Klavierlehrerin in Sydney geboren. Sie hat einen drei Jahre jüngeren Bruder. Mit ihm zusammen wuchs sie in den Northern Beaches – einem Randgebiet von Sydney – auf. Sie besuchte die Pittwater High School in Mona Vale und anschließend die Sydney Church of England Co-educational Grammar School als weiterführende Schule. Während ihrer Schulzeit begann sie mit dem Modeln, was sie neben Australien auch nach Hongkong, Frankreich und Deutschland führte. Unter anderem arbeitete sie für die Designer Celine und Jean Paul Gaultier. Anschließend studierte sie zwei Jahre lang Schauspiel am Actors Centre Australia in Sydney.
Ihr Schauspieldebüt vor der Kamera gab Haubrich 2009 mit einem Auftritt im Kurzfilm Vinyl. Ebenfalls 2009 übernahm sie eine kleine Rolle in der australischen Soap Home and Away, die sie bis 2014 in insgesamt 17 Episoden spielte. Parallel dazu hatte sie Engagements bei kleineren Filmen, bis sie 2013 in einer kleinen Rolle im Actionfilm Wolverine: Weg des Kriegers auftrat. 2015 verkörperte sie die zentrale Figur Lisa Carmichael im Science-Fiction-Horror-Thriller Infini an der Seite von Luke Hemsworth auf. Größerer Bekanntheit erlangte sie 2017 durch die Rolle der Sarah Rosenthal in Ridley Scotts Alien: Covenant. Ebenfalls 2017 übernahm sie eine der Hauptrollen der zweiten Staffel der Webserie Wolf Creek. An der Seite von Jackie Chan sah man sie in einer Antagonistenrolle im chinesischen Science-Fiction-Actionfilm Bleeding Steel, der in Sydney gedreht wurde. 2018 trat sie in der australischen Netflix-Miniserie Pine Gap als Jasmina Delic in einer der Hauptrolle auf. Anschließend war sie in der kurzlebigen Serie Bad Mothers zu sehen, bevor sie 2019 als Samantha McKenna in einer wiederkehrenden Rolle in der US-amerikanischen Actionserie Treadstone besetzt wurde.
Haubrich lebt in Sydneys Vorort Newport, zusammen mit ihrem Ehemann Nicholas Gell und der 2015 geborenen Tochter Juniper.

## Filmografie (Auswahl)
- 2009: Vinyl (Kurzfilm)
- 2009–2014: Home and Away (Fernsehserie, 17 Episoden)
- 2010: Some Static Started (Kurzfilm)
- 2011: Boys on Film 6: Pacific Rim
- 2011: SLiDE (Fernsehserie, Episode 1x08)
- 2013: Wolverine: Weg des Kriegers (The Wolverine)
- 2013: Like Breathing (Kurzfilm)
- 2014: Jack Irish: Dead Point (Fernsehfilm)
- 2015: Infini
- 2015: Foal (Kurzfilm)
- 2016: A Thousand Words (Kurzfilm)
- 2017: Alien: Covenant
- 2017: Wolf Creek (Fernsehserie, 6 Episoden)
- 2017: Bleeding Steel (機器之血)
- 2018: Nekrotronic
- 2018: Pine Gap (Miniserie, 6 Episoden)
- 2019: Bad Mothers (Fernsehserie, 8 Episoden)
- 2019: Treadstone (Fernsehserie, 8 Episoden)
- 2022: Der Spinnenkopf (Spiderhead)
- 2022: After the Verdict (Fernsehserie, 6 Episoden)
- 2023–2024: Last King of the Cross (Fernsehserie, 14 Episoden)
- 2024: Return to Paradise (Fernsehserie, Episode 1x03)
- 2024: Friends Like Her (Fernsehserie, 6 Episoden)
- 2024: Rippy – Das Killerkänguru (The Red)